# Tasse-braise
 (mars 2017).
- Si vous ne connaissez pas le sujet, laissez ce bandeau (vous pouvez alors contacter les auteurs).
- Si vous supprimez le contenu mis en cause (vous pouvez préalablement contacter les auteurs),

argumentez précisément cette suppression dans la page de discussion
(un manque de référence n'est pas un argument ; une recherche réelle de référence doit avoir été effectuée, être formellement documentée).
 (mars 2017).
Si vous disposez d'ouvrages ou d'articles de référence ou si vous connaissez des sites web de qualité traitant du thème abordé ici, merci de compléter l'article en donnant les références utiles à sa vérifiabilité et en les liant à la section « Notes et références ».

Le tasse-braise ou bourre-pipe, est l'accessoire indispensable du fumeur de pipe. 

## Utilisation
Sa fonction est de tasser les braises après l'allumage et, si nécessaire, au long du fumage pour assurer la bonne combustion du tabac.
Le tasse-braise est souvent associé au un cure-pipe composé d’une pointe destiné à nettoyer la tige de la pipe, et d’un grattoir servant à gratter l'excès de carbone dans le fourneau.
À l'inverse, un simple bout de bois peut servir de tasse-braises, c'est d'ailleurs ce qu'utilisaient beaucoup de paysans dans le temps.
Cet objet, indissociable de la pipe, peut prendre différentes formes et son prix peut varier de quelques euros jusqu’à plus d’une centaine pour certains,  car il se rapproche parfois de l'objet d'art. En effet, si chaque fumeur de pipes a toujours un  tasse-braise de type basique en poche, beaucoup en possèdent de plus élégants à leur domicile. À l’instar des pipes, le choix du tasse-braise se fait en fonction des goûts et des préférences esthétiques de son acquéreur quant à la forme et aux matières employées le constituant. Si quelques marques de pipe, voire de tabac à pipe, produisent et vendent des tasses-braises, certains sont fabriqués artisanalement et chaque pièce est unique ou produite en toute petite quantité (série commémorative d’un club de fumeur de pipe par exemple).
Différentes essences de bois peuvent être utilisées pour sa fabrication, notamment la bruyère rappelant la principale matière dont sont faites les pipes, ainsi que de la corne, de l’os, du métal (acier, laiton, cuivre, argent), du bambou, du morta  mais aussi de matières synthétiques comme l’acrylique.
Certains tasse-braises incorporent un cure-pipe et peuvent se séparer en deux afin de libérer ce dernier qui n’est pas de prime abord apparent.

## Cure pipe basique
A la fois simple et efficace, cet outil est très peu onéreux ; de deux à une douzaine d’euros, selon sa qualité. Le plus basique d’entre eux, appelé « Petit tchèque » par la communauté des fumeurs de pipe car il est fabriqué en République tchèque (autrefois produit d’ailleurs en Tchécoslovaquie) est le plus couramment utilisé :
Viennent ensuite des modèles légèrement plus onéreux, qui ont une meilleure qualité et une meilleure finition :

## Tasse-braise
Qu’il soit fabriqué en grande série ou artisanalement, cet outil se veut plus raffiné même s’il n’intègre pas tous les aspects pratiques du cure-pipe.
Les matériaux généralement employés pour sa conception sont de bonne qualité, et la forme ainsi que la finition de l’objet en font parfois de véritables objets d’art.